# Roter Vari
Der Rote Vari (Varecia rubra) ist eine auf Madagaskar lebende Feuchtnasenprimatenart aus der Gruppe der Lemuren.

## Merkmale

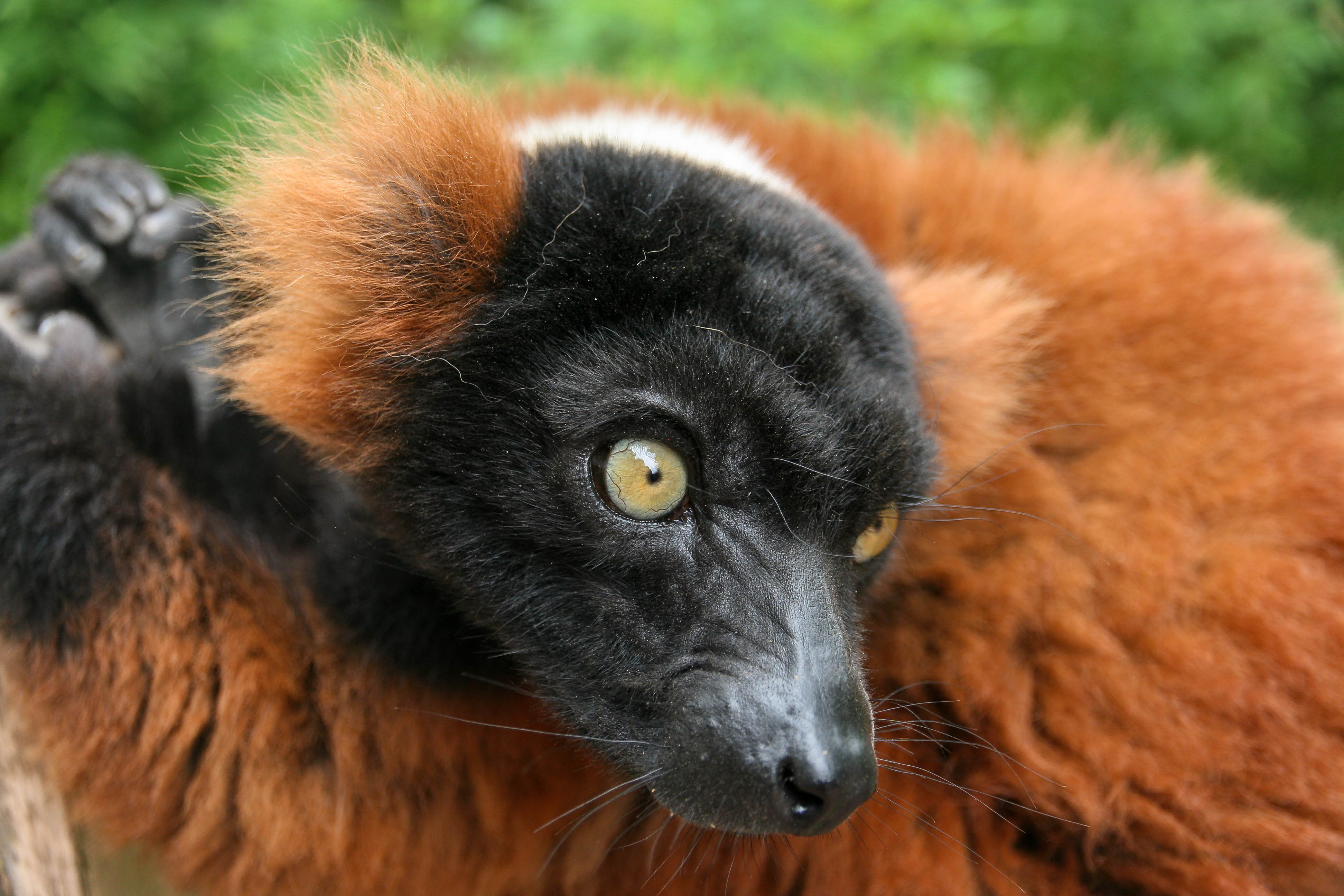
Roter Vari im Detail

Rote Varis erreichen eine Kopf-Rumpf-Länge von 50 bis 55 Zentimetern, wozu noch ein 60 bis 65 Zentimeter langer Schwanz kommt. Ihr Gewicht beträgt etwa 3,5 bis 4 Kilogramm. Ihr Fell ist am Rücken und an den Beinen rot bis rotbraun gefärbt, der Bauch, die Füße, der Schwanz und das Gesicht sind schwarz. Der Nacken ist weiß, ebenso können bei einigen Tieren weiße oder hellgelbe Flecken an den Knöcheln, am Rumpf oder an der Schnauze vorhanden sein. Ihr Kopf ist durch die lange, hundeartige Schnauze mit der langen Zunge und die roten Ohrbüschel charakterisiert.

## Verbreitung und Lebensraum

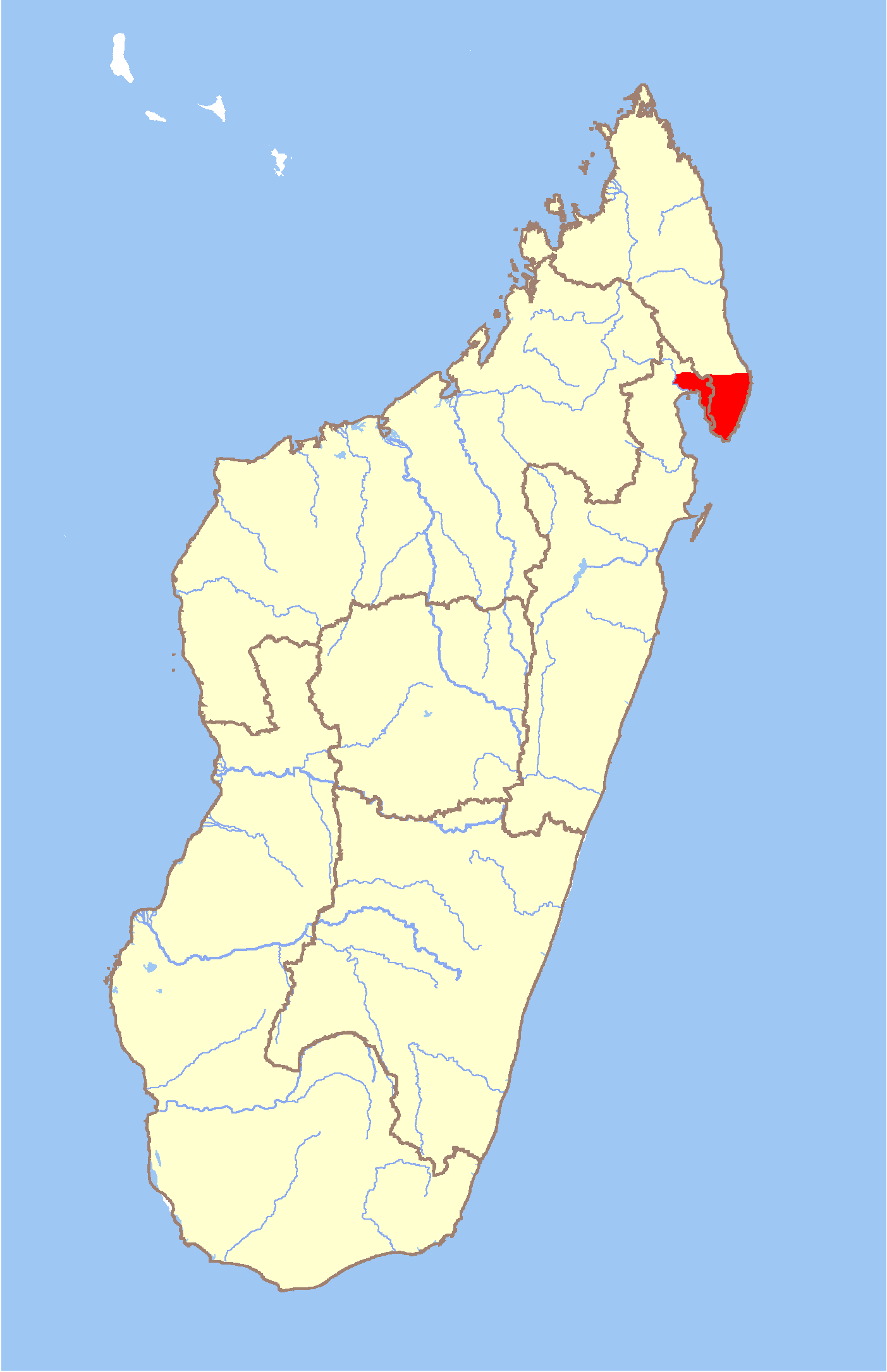
Verbreitungskarte des Roten Varis (rot)

Rote Varis kommen ausschließlich auf der Masoala-Halbinsel im nordöstlichen Madagaskar vor. Ihr Lebensraum sind primäre Regenwälder, wo sie in bis zu 1000 Metern über dem Meeresspiegel vorkommen.

## Lebensweise
Diese Primaten sind Baumbewohner, die sich meist in den oberen Schichten der Bäume aufhalten. Ihre Bewegungen sind eher behäbig, sie können aber auch gut springen. Sie sind vorwiegend tagaktiv. Ihr Sozialverhalten ist variabel, sie leben in Gruppen von 5 bis 30 Tieren, dies können Familien- oder größere Verbände sein. Die Gruppenmitglieder verständigen sich durch laute Rufe. Diese dienen der Kontaktaufnahme mit anderen Gruppenmitgliedern, der Warnung vor Fressfeinden und auch dazu, andere Gruppen auf das eigene Revier hinzuweisen.
Die Nahrung der Roten Varis besteht vorwiegend aus Früchten, daneben nehmen sie aber auch Blätter zu sich. Mit Hilfe ihrer langen Zunge können sie auch Nektar lecken, dabei spielen sie eine wichtige Rolle bei der Bestäubung mancher Pflanzen. Bei der Nahrungsaufnahme hängen sie manchmal kopfunter an den Ästen und halten sich nur mit den Hinterbeinen fest.
Die Paarung erfolgt zwischen Mai und Juli. Nach einer rund 100-tägigen Tragzeit bringt das Weibchen im September und Oktober den Nachwuchs zur Welt, meist Zwillinge oder Drillinge. Zur Geburt errichtet das Weibchen ein Blätternest, in dem die Jungen ihre ersten Lebenswochen verbringen, mit rund 70 Tagen bewegen sie sich selbstständig fort.

## Bedrohung
Rote Varis zählen zu den bedrohten Arten. Die Hauptgefahr stellt die Zerstörung ihres Lebensraumes dar, hinzu kommt die Bejagung wegen ihres Fleisches. Mit der Errichtung des Nationalpark Masoala 1997 ist zumindest ein Teil ihres Verbreitungsgebietes geschützt worden. Die IUCN listet die Art als „vom Aussterben bedroht“ (critically endangered). Das fragile und vielfältige Ökosystem des Nationalpark Masoala mit seinen seltenen Pflanzenfamilien ist in der Masoala-Halle im Zürcher Zoo zu besichtigen. In Tschechien widmet sich unter anderem der Pilsener Zoo der artgerechten Haltung und Zucht der roten Varis und anderer Mitglieder aus der Familie der Echten Makis.
In Deutschland wird die Art in 16 Zoos gepflegt.
Im Tierpark Berlin gibt es eine begehbare Anlage – den Variwald – wo die Tiere Kontakt mit den Besuchern aufnehmen und sich streicheln lassen.

## Belege
1. ↑  Roter Vari. Abgerufen am 23. März 2017.
2. ↑    ZTL 16.6